# 杉江栄一
杉江 栄一（すぎえ えいいち、1928年（昭和3年）12月18日 - 2016年（平成28年）10月25日）は、日本の国際政治学者、中京大学名誉教授。専門は国際政治学、軍縮問題。

## 来歴
東京生まれ。同志社大学大学院法学研究科修士課程修了、三重短期大学講師、助教授、中京大学法学部教授。1999年定年退任、名誉教授。日本科学者会議幹事、「日本の科学者」編集長、日本平和学会理事。

## 著書
- 軍縮 平和への選択 1982.5. 新日本新書
- 軍縮と平和の論理 法律文化社、1986.1.
- 核兵器撤廃への道 かもがわ出版、2002.4.
- ポスト冷戦と軍縮 法律文化社、2004.11.
- 日本国憲法と国連 日本小国論のすすめ かもがわ出版、2007.4.

## 共編著
- 戦争と平和の諸問題 岡倉古志郎共著. 三一書房、1955.
- 政治学ノート 太田雅夫共著. 法律文化社, 1966.
- 現代国際政治資料集 編. 法律文化社、1979.4.
- 国際関係資料集 樅木貞雄共編著. 法律文化社、1997.11.

## 翻訳
- フランス現代史 (人民戦線とレジスタンス) J.エレンスタインほか 安藤隆之共訳 青木書店 1974-75
- 核戦争後の世界 アラン・M.ディン、ジャック・ディージ 中須賀徳行共訳 水曜社、1988.9.